# Roland (system przeciwlotniczy)

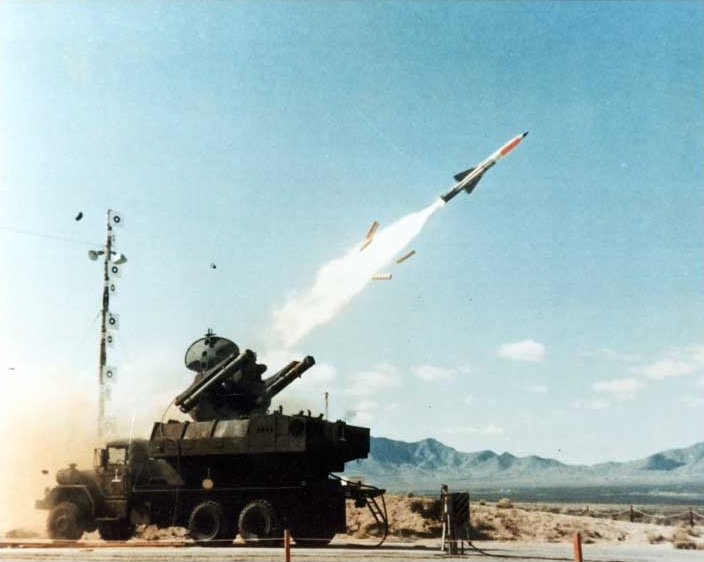
Pocisk „Roland” po opuszczeniu wyrzutni

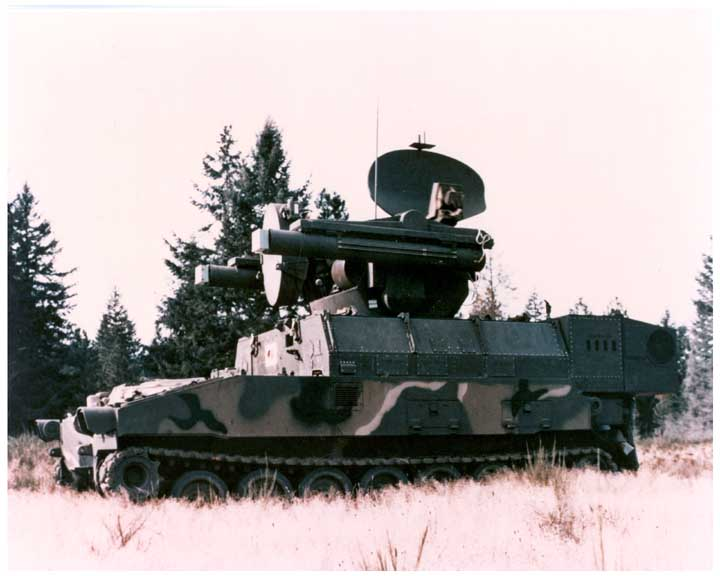

Roland – system obrony powietrznej małego zasięgu złożony z kierowanych pocisków rakietowych ziemia-powietrze, opracowany przez francusko-niemiecką firmę Euromissile (obecnie konsorcjum MBDA) i produkowany od połowy lat siedemdziesiątych. Jest przeznaczony do osłony wojsk przed nisko lecącymi samolotami, śmigłowcami oraz samolotami-pociskami.
Zestaw Roland może występować w wersji samobieżnej, ciągnionej lub stacjonarnej, przy czym we Francji jest montowany na podwoziu czołgu AMX-30, w Niemczech – bojowego wozu piechoty Marder 1, a w Stanach Zjednoczonych – haubicy M109. Ponadto znajduje się w uzbrojeniu m.in. armii brazylijskiej, hiszpańskiej, argentyńskiej, wenezuelskiej, nigeryjskiej, jordańskiej i irackiej.

## Historia
W 1964 utworzono konsorcjum Euromissile w skład którego wchodziły francuska firma Aérospatiale i niemiecka Messerschmitt-Bölkow-Blohm. Firmy rozpoczęły pracę nad systemem przeciwlotniczym zdolnym do zwalczania celów powietrznych na małych wysokościach. System miał służyć do obrony przeciwlotniczej zgrupowań wojsk pancernych i zmechanizowanych zarówno podczas stacjonowania przemarszu, jak i na polu bitwy.
Jako system przejściowy, mała część zestawów Roland (30 sztuk) została przyjęta na wyposażenie US Army.

## Opis konstrukcji
W skład zestawu wchodzi: stacja radiolokacyjna przeszukiwania przestrzeni powietrznej, stacja radiolokacyjna do śledzenia celów, celownik optyczny i termowizyjny, komputer centralny, dalmierz laserowy, nadajnik radiowy do przesyłania komend do pocisku, dwa układy prowadnic transportowo-startowych z pociskami rakietowymi (po jednym lub dwa pojemniki) oraz urządzenie identyfikacji „swój-obcy”.
Obsługa zestawu to dowódca (wyszukuje cele i ocenia sytuację), operator (naprowadza pocisk na cel) i mechanik-kierowca. Wykrywanie, wskazywanie i identyfikacja celów odbywa się za pomocą radiolokatora, którego antena znajduje się nad prowadnicami. Monoimpulsowa stacja radiolokacyjna śledzenia celów, z nadajnikiem magnetronowym i dopplerowskim odbiornikiem, eliminuje odbicie od obiektów terenowych i pasywnych środków przeciwdziałania radioelektronicznego (np. metalizowanych pasków folii). W czasie jazdy zestawu układ antenowy jest stabilizowany za pomocą układu żyroskopowego. Cel może być wykrywany i śledzony przez peryskopowy celownik optyczny, lub po przełączeniu, przez stacje radiolokacyjne, natomiast położenie pocisku rakietowego jest kontrolowane za pomocą celownika optycznego lub termowizyjnego.
Do zestawu są stosowane pociski Roland 1 (były używane tylko do początku lat osiemdziesiątych), Roland 2, Roland 3 i Roland VT1. Pocisk rakietowy ma: głowicę z zapalnikiem uderzeniowym i zbliżeniowym, odbiornik sygnałów radiowych, układ autopilota, układ sterowników (cztery małe stateczniki z przodu i cztery duże – z tyłu) oraz silnik marszowy.
Pocisk jest odpalany z pojemnika za pomocą silnika startowego, pracującego przez 2 sekundy, który nadaje pociskowi prędkość około 500 m/s. Po wyjściu pocisku z pojemnika rozkładają się duże stateczniki i zapala się flara emitująca promieniowanie podczerwone. Silnik marszowy jest uruchamiany w odległości kilkunastu metrów od wyrzutni i pracuje przez 13 sekund, utrzymując stałą prędkość pocisku, wynoszącą około 570 m/s. Sterowanie pocisku odbywa się gazodynamicznie, za pomocą zaworów sterujących przepływem gazów w układzie wylotowym.
Po wykryciu celu i jego identyfikacji, dowódca kieruje na niego wieżę z prowadnicami, natomiast operator śledzi cel za pomocą celownika optycznego lub cel jest śledzony automatycznie za pomocą radiolokatora. Kiedy cel wejdzie w strefę rażenia pocisku, komputer wysyła sygnał do jego startu, a dowódca naciskając przycisk startowy powoduje odpalenie pocisku.
Roland 2 ma dwa pojemniki rurowe na prowadnicach oraz osiem pojemników z pociskami, w dwóch magazynach pojazdu. Ładowanie pojemników z pociskami odbywa się automatycznie w ciągu 10 sekund.
Roland 2c ma cztery pojemniki na prowadnicach i osiem w magazynach, przy czym pojemniki z pociskami są ładowane automatycznie tylko na dwie prowadnice.

## Wersje
- Roland 1: możliwość zwalczania celów znajdujących się w zasięgu obserwacji wzrokowej. Produkowany w latach 1977–1981
- Roland 2: zwalczanie celów w każdych warunkach atmosferycznych i w nocy
- Roland 3: prędkość zwiększona do 620 m/s (2232 km/h), zasięg do 8000 m, masa głowicy bojowej 9 kg.
- Roland VT1: zwiększona prędkość pocisku

## Użycie bojowe
Zestaw został użyty podczas konfliktu o Falklandy przez wojska argentyńskie.
Armia iracka stosowała zestawy Roland przeciwko samolotom państw interweniujących w Iraku w latach 1991–2003.